# Persicula interruptolineata
Persicula interruptolineata is een slakkensoort uit de familie van de Cystiscidae. De wetenschappelijke naam van de soort is voor het eerst geldig gepubliceerd in 1816 door Mühlfeld.